# Ohan Garo
Hovhannès Garabedian (arménien : Յովհաննէս Կարապետեան), plus connu sous son nom de plume Ohan Garo (arménien : Օհան Կարօ), né en 1890 à Nor Kiugh (Vaspourakan) et mort le 27 avril 1933 à Paris 14e, est un écrivain, poète et enseignant arménien.

## Biographie

### Débuts en Orient
Hovhannès Garabedian naît en 1890 dans le village de Nor Kiugh, dans la région de Rechtounik, au Vaspourakan,. Du fait de leur pauvreté, ses parents ne parviennent pas à réaliser leur rêve de l'envoyer dans un établissement d'études supérieures. Avant de faire ses études primaires, il devient apprenti potier,. Très bon élève, il est reçu au collège d'Aghtamar puis devient instituteur à Hayots Dzor (aujourd'hui Gürpınar) puis à Gargar (Կարկառ, peut-être Gerger) jusqu'en 1915. À partir de cette date, l'enseignement devient l'un des objectifs les plus importants de son activité publique.
Dès le début du XXe siècle voire avant, il adhère au mouvement révolutionnaire arménien, notamment à la Fédération révolutionnaire arménienne (FRA).
Au début de la Première Guerre mondiale, il intègre le quatrième régiment des volontaires arméniens (mené par Keri) qui combattent l'Empire ottoman dans le Caucase sous les drapeaux de l'Empire russe. En 1916, il retourne à Van puis, après la chute de la ville, il repart pour l'Arménie orientale.
Entre 1917 et 1920, il reprend son métier d'instituteur. Ainsi, en 1917, il enseigne dans l'école primaire de Nork à Erevan, puis dans l'« Orphelinat du Comité Central de Moscou » de Sardarapat. En 1918, il travaille pour l'orphelinat de Taratchitchag (aujourd'hui Tsakhkadzor). En 1919, il est professeur au Collège pour filles de l'Aide américaine d'Erevan. Puis il occupe le poste de secrétaire de direction dans les orphelinats de la même organisation. En 1920, il est de nouveau enseignant jusqu'à la révolution de Février. Ainsi, entre 1918 et 1920, durant l'éphémère existence de la Première République d'Arménie, il semblerait qu'il ait acquis la nationalité arménienne.
Parallèlement, il participe dans son village natal à la fondation de l'Union des bergers et bouviers, à laquelle participaient tous les bergers, sans distinction nationale ou religieuse.
Avec la soviétisation de l'Arménie, il prend la route de l'exil via l'Iran,.

### Exil en France
Ohan Garo s'installe définitivement en France en 1923. Il écrit pour certains périodiques arméniens comme Haratch, Haïrenik, Guiank yev Arvesd, Hanrakidag (Հանրագիտակ), Hounahay (Յունահայ), Datev (Տաթեւ), Navassart (Նաւասարդ), Yergounk (Երկունք) et Aztarar (Ազդարար). Il écrit beaucoup pour Haratch, souvent sous pseudonymes, dont Բանուոր Խէ-Ծա (Ouvrier Khé-Dza) et Մուսասիր (Moussassir, en référence à l'ancienne cité Musasir). Sous ce dernier, il y signe notamment une série d'articles intitulés « Յանուն Հայաստանի Հանրապետութեան » (« Au nom de la République d'Arménie »), qui compare l'évolution de la République d'Arménie à celle d'un enfant depuis la naissance jusqu'à l'âge adulte et le mariage, et restée inachevée (même si la trame semble reprise dans son ouvrage principal Des huttes jusqu'au parlement).
Ohan Garo prend aussi part à la vie culturelle et littéraire arménienne de Paris. Ainsi, il est membre de l'Union des jeunes écrivains (Երիտասարդ գրողներու միութեան, fondée en 1923, localisée rue Jean-de-Beauvais puis rue du Panthéon), de Hartkogh (Հարդգող), du Club littéraire (Գրական ակումբ),. En septembre 1929, avec Simon Vratsian, Meguerditch Barsamian, L. Krikorian, Vasken Chouchanian, G. Sassouni, Chavarch Nartouni et Lévon Mozian, il fonde une association, les « Amis des écrivains martyrs » (Նահատակ Գրողներու Բարեկամներ), qui a pour objectif de publier les œuvres des écrivains arméniens morts avant et pendant le génocide,,. Ohan Garo est aussi membre du Comité européen de la FRA.
Parallèlement à l'écriture, notamment de poèmes en prose marqués par les thèmes du spleen ou de l'angoisse de la mort, il gagne sa vie en tant que magasinier dans un dépôt de médicaments,.
À la fin de sa vie, il rédige un récit autobiographique inachevé, publié de manière posthume en 1933 sous le titre Des huttes jusqu'au parlement : le titre évoque le passage de la misère de son pays natal sous domination turque au Parlement, qui désigne « la souveraineté conquise, l'indépendance et la ville ». Le narrateur, Armen, qui est en réalité Ohan Garo lui-même, commence par le récit des festivités du deuxième anniversaire de la République arménienne. Puis il évoque le début de sa vie : son village natal, sa famille étendue vivant ensemble sous le même toit, la faim et la pauvreté causées par les dettes contractées auprès des Kurdes pour l'agriculture et les impôts qu'ils imposent aux Arméniens. Comme l'explique Krikor Beledian :

« Ne pouvant subvenir à leurs propres besoins, les paysans s'endettent, vendent leurs terrains, mais ne peuvent pas quitter la terre et s'installer dans les grandes villes. Privés d'armes et des droits les plus élémentaires, démunis, résignés au sort qui leur est fait, ils montrent fort peu de résistance à ceux qui les oppriment. »

Au sein de ce monde fermé et « antéhistorique » où règnent le troc et la tradition orale, la jeune génération se révolte, inspirée par les fédaïs arméniens. Pour les jeunes, ces révolutionnaires incarnent la force et l'héroïsme, notamment celui des ancêtres et des pères. La conclusion naturelle de ce mouvement est la fondation de la République arménienne selon Ohan Garo. Ainsi, comme le note K. Beledian, « le récit autobiographique ne raconte donc des souvenirs personnels que pour mieux déployer l'histoire d'une prise de conscience ».
Atteint d'une maladie des intestins, Ohan Garo est transféré à l'hôpital Broussais et meurt le 27 avril 1933 à Paris à l'âge de 43 ans. Il est enterré au cimetière parisien de Thiais.

## Œuvre

### Publications
- (hy) « Մշակոյթի հետ [« Avec la culture »] », dans Collectif, Հայ մշակոյթի օր [« Journée de la culture arménienne »], Paris, Impr. de Navarre / éditions du Club littéraire,‎ 1932, 155 p. (lire en ligne), p. 24-25
- (hy) Ohan Garo (préf. Les Amis des écrivains martyrs), Խրճիթներէն մինչեւ խորհրդարանը [« Des huttes jusqu'au parlement »], Paris, Les Amis des écrivains martyrs / Impr. de Navarre (no 8),‎ 1933, 156 p. (BNF 41418567, lire en ligne)
  - (hy) Ohan Garo, Խրճիթներէն մինչեւ խորհրդարանը [« Des huttes jusqu'au parlement »], Antélias, Catholicossat arménien de Cilicie,‎ 2002, 162 p. (BNF 45128771)

### Projets
D'après ses confessions, Ohan Garo travaillait sur un livre intitulé Յարդագող (« Le voleur de paille ») qui devait avoir quatre parties. Il travaillait sur la première partie, Ծիրկաթին (« Voie lactée »), depuis 1918 et l'avait achevée. Des extraits de cette œuvre ont été publiés dans des périodiques.
Il avait également préparé un recueil de poèmes en prose intitulé Մատուցարան (« Autel »), avait le projet de rassembler ses mémoires dans un autre volume de Անմոռնուկներ (Anmornougner) et voulait publier un recueil de poèmes en rimes, Քառեակներ (« Les quatrains »).